# Giovanni Battista Carta
Giovanni Battista Carta (Modena, 17 gennaio 1783 – Milano, 13 ottobre 1871) è stato un patriota e rivoluzionario italiano emiliano.

## Biografia
Dopo aver partecipato nel 1848 alle Cinque giornate di Milano, fu tra i fondatori della società segreta "La Voce". Dal 1850 prese parte al "Comitato dell'Olona", che si fece promotore di iniziative che incitavano alla resistenza anti-austriaca.
Dopo essere stato imprigionato a Mantova nel 1852 per alto tradimento, l'anno seguente fu amnistiato, per poi finire nuovamente in carcere a Olmütz, con una condanna a venti anni.
Nel 1857 fu amnistiato e fece ritorno a Milano, continuando l'attività politica. In seguito fu nominato presidente del comitato di arruolamento del Cacciatori delle Alpi.
I suoi resti riposano nel cimitero Monumentale di Milano.

## Opere
- Dizionario delle origini, invenzioni e scoperte nelle arti, nelle scienze, nella geografia, nel commercio, nell'agricoltura ecc. ecc., a cura di Luigi Bossi e Giambattista Carta, 4 voll., Milano, dalla tipografia di Angelo Bonfanti, 1828-1831, SBN SBLE005476.
- Appendice al Dizionario delle origini, invenzioni e scoperte nelle arti, nelle scienze, nella geografia, nel commercio, nell'agricoltura ecc. ecc., a cura di Luigi Bossi e Giambattista Carta, Milano, presso la ditta Angelo Bonfanti, 1833, SBN UFI0140515.
- Cenni biografici intorno il conte cavaliere Luigi Bossi, Milano, presso Omobono Manini, 1835, SBN LO10132073.